# Jufra
Jufra (em árabe: الجفرة; romaniz.: Al-Jufrah) é um dos distritos da Líbia. Foi criado em 1983, com sede em Waddan. Apesar de registrado no censo de 1987, não há menção a sua população. Em 1995, havia 39 335 residentes, e em 2001, havia 34 576. Nesse ano sua capital foi transferia para Hun.
Segundo censo de 2012, a população era de 42 711 pessoas, das quais 41 482 eram líbios e 1 229 não-líbios. O tamanho médio das famílias líbias era 5.74, enquanto o tamanho médio das não-líbios era de 4.44. Há no total 7 837 famílias no distrito, com 7 545 sendo líbias e 292 não-líbias. Em 2012, cerca de 119 indivíduos morreram no distrito, dos quais 83 eram homens e 36 eram mulheres.